# Peter de Villiers
Pour les articles homonymes, voir Villiers.
Il ne faut pas confondre Peter de Villiers avec Pieter de Villiers, joueur du XV de France.
Peter de Villiers, né le 3 juin 1957, est un entraîneur sud-africain de rugby à XV. Il est l'entraîneur de l'équipe d'Afrique du Sud de rugby à XV de janvier 2008 à 2012.
En 2008, il succède à Jake White, il est le premier entraîneur non blanc de l'équipe des Springboks en 116 ans d’histoire du rugby sud-africain. En 2012, il est remplacé par Heyneke Meyer.
Il a participé aux élections municipales sud-africaines de 2021 à Drakenstien (Paarl) comme candidat de Good.

## Carrière
Ancien demi de mêlée, il dirige le club amateur de Tygerberg de 1996 à 1997. 
En 1998, il devient l'entraîneur adjoint de l'équipe de la Western Province qui dispute la Currie Cup puis il entraîne l'équipe des moins de 19 ans d'Afrique du Sud de rugby à XV, celle des moins de 21 ans et celle des espoirs sud-africains. Il mène les moins de 21 ans en finale du Mondial 2006, perdue contre la France.
Il entraîne en 2007 l'équipe des Emerging Springboks, réserve de l'équipe nationale. Cette dernière est invitée à disputer la Coupe des nations dans le cadre de l'édition 2007 (en) organisée en Roumanie,. Les Emerging Springboks remportent la compétition, après une victoire finale contre l'Argentine « A ».
En janvier 2008, à la suite d'un vote très serré (10 voix contre 9), les dirigeants de la South African Rugby Union choisissent De Villiers pour succéder à Jack White, au détriment de celui considéré comme le favori, Heyneke Meyer, l'entraîneur des Blue Bulls, plébiscité par 77 % des joueurs et recommandé par un panel chargé de la sélection. Les dirigeants de la SARU ne font aucun mystère sur la motivation politique du choix de De Villiers. Le président de la fédération, Oregan Hoskins, déclare ainsi que la nomination de De Villiers n'était pas uniquement motivé par des questions de rugby, précisant que le nouvel entraineur a pour objectif de transformer le rugby sud-africain, c'est-à-dire de l'ouvrir à l'ensemble de la population afin qu'il ne soit plus un bastion de la communauté afrikaner.

## Palmarès
- Tri-nations 2009

### Bilan avec lesSpringboks
| Année | Sélection      | Tournoi     | Poste         | Classement IRB à la fin de l'année | Tournoi   | Coupe du monde             |
| ----- | -------------- | ----------- | ------------- | ---------------------------------- | --------- | -------------------------- |
| 2008  | Afrique du Sud | Tri-nations | Sélectionneur | 2e                                 | 3e        | -                          |
| 2009  | Afrique du Sud | Tri-nations | Sélectionneur | 2e                                 | Vainqueur | -                          |
| 2010  | Afrique du Sud | Tri-nations | Sélectionneur | 3e                                 | 3e        | -                          |
| 2011  | Afrique du Sud | Tri-nations | Sélectionneur | 4e                                 | 3e        | Éliminé en quart-de-finale |